# Fontana ardente

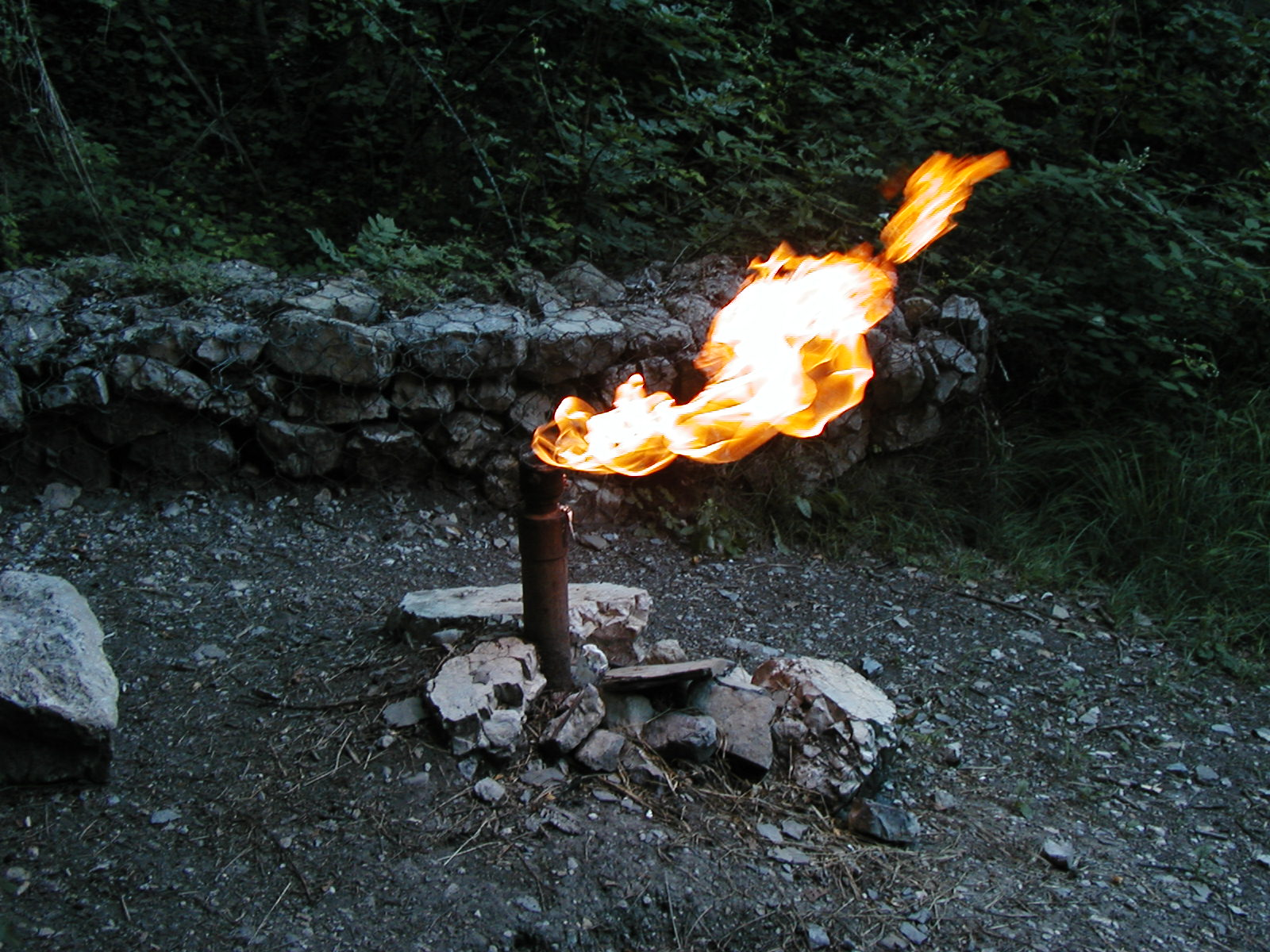
La fontana ardente di Gua nel 2005

Una fontana ardente è una sorgente naturale di gas infiammabile (naturalmente proveniente dal suolo) e la cui fiamma è autoalimentata o può essere facilmente riaccesa.

## Storia

### In Europa
Tali fontane sono state citate da autori antichi, di cui in Europa:
- Alcuni fogli di un insieme di 300 manoscritti che paiono essere un progetto di enciclopedia (non datati né firmati, ma scritti dopo il 1797[1]) evocano luoghi della Sicilia e degli Appennini (Italia) ove si potevano osservare fiamme levantesi dalla terra; l'autore compara questi gas infiammabili a quelli della fontana ardente del Delfinato in Francia e a quelli che si potevano produrre mettendo in contatto acqua, olio e del vitriol con del ferro.

- Questi stessi siti italiani sono anche citati dall'abate naturalista e fisiologo Lazzaro Spallanzani in un capitolo intitolato: Delle sostanze adatte a produrre e a rinnovare senza cessare il gas infiammabile dei fuochi di Barigazzo e d'altri dello stesso genere[2]. Egli cita quattro fuochi (detti del Legno, del Peglio, acqua buja e di canida a Pietra-Mala (Toscana), e dice che se ne sono potuti osservare a Barigazzo (in Emilia-Romagna) e a Della Raina (presso Boccasuolo).

### In Francia
Molte fontane ardenti possono essere osservate in Francia, nel dipartimento dell'Isère, su terreno calcareo.

#### Fonte che brucia (Le Gua)

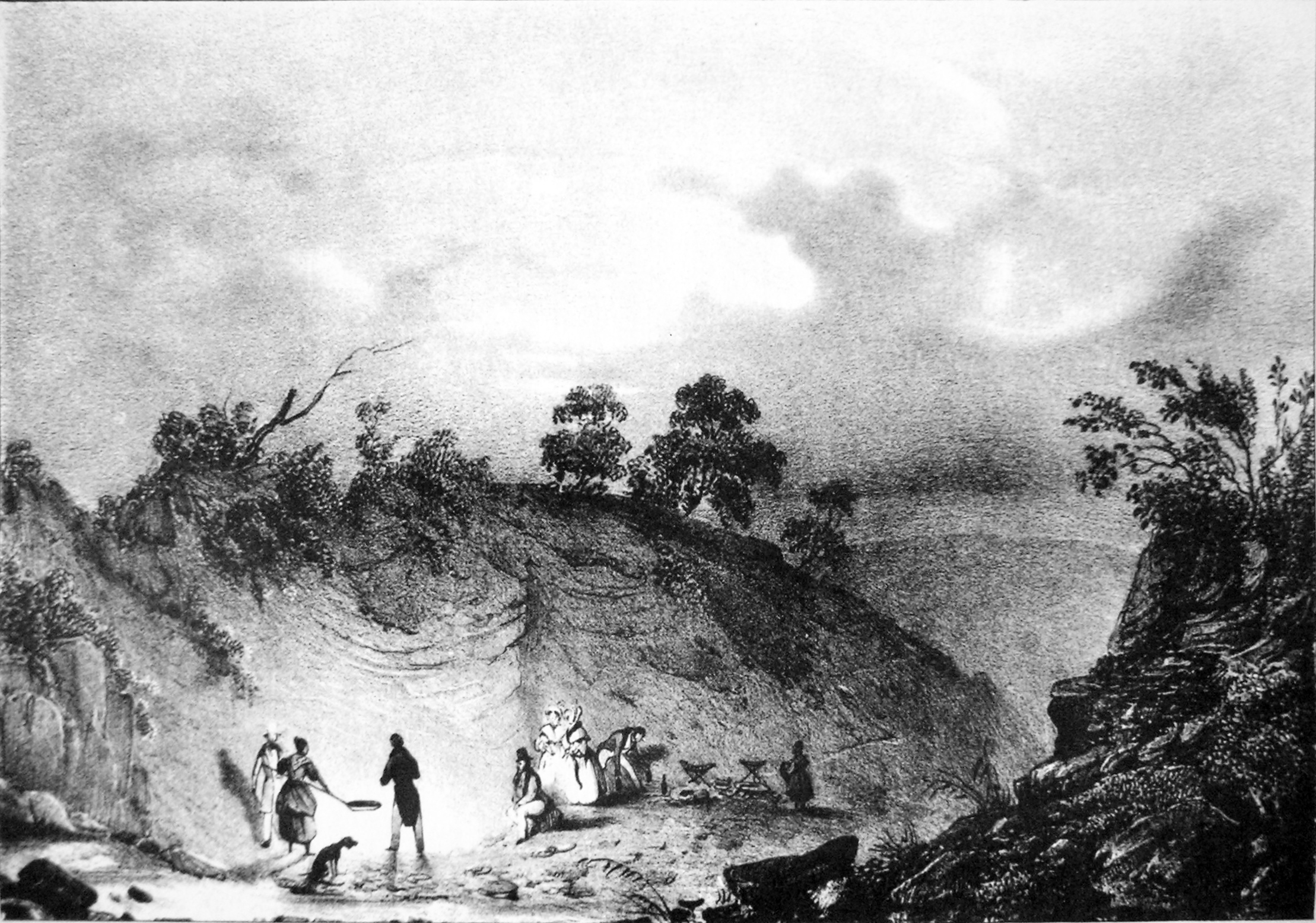
La fontana ardente nel secolo XIX, illustrata da Victor Cassien (1808 - 1893)

La Font qui brûle (Fontana che brucia) è senza dubbio la più nota delle fontane ardenti in Francia. Essa è situata a Le Gua nell'Isère.
Jean-Étienne Guettard cita questa fontaine brûlante (vicino a una località denominata Saint-Barthélemy, a una mezz'ora di marcia dal villaggio di la Pierre) nelle sue Mémoires sur la minéralogie du Dauphiné (Memorie sulla mineralogia del Delfinato), ma lui non l'ha potuta vedere di persona. Il direttore dei Ponts-et-Chaussées Jean-Charles-Philibert Trudaine de Montigny ne aveva parlato il 18 settembre 1768 con un ispettore generale, Mr de Regemorte, ma essi non osservarono nulla poiché la fontana era estinta dal 1699; Philippe de la Hire aveva sollecitato un ingegnere del Re (Mr Dieulamant) affinché la descrivesse; l'ingegnere la presentò come una roccia morta, piccolo vulcano da cui si elevava una fiamma errante, ed egli giudicava queste emanazioni infiammabili della stessa natura di quei gas infiammabili che formano i fuochi fatui delle paludi o delle fiammate che si osservano in Italia a Pietra-Mala. 
Alimentata da una sacca di gas naturale, essa si è estinta a seguito dei lavori di ricerca di idrocarburi (che terminarono con uno scacco), poi è riapparsa.
Considerata oggigiorno come una delle «sette meraviglie del Delfinato», essa fu già citata da Sant'Agostino (354-430) e da san Gregorio di Tours (538-594) come una delle sette meraviglie della creazione. Durante il Rinascimento, Christofle de Gamon pare evocarla nella sua opera L'antidote des livres d'amour (opera poetica giovanile) a proposito della naiade della Fontana Ardente.
Essa è stata oggetto di lavori di restauro nel corso degli ultimi anni e attualmente è accessibile a partire da un percorso delimitato che inizia dalla strada dipartimentale D8 in prossimità del villaggio "La Pierre". Un pannello esplicativo si trova all'inizio del sentiero.

#### Altri siti
- Mercier e Seguin rammentano che nel corso di una seduta all'Accademia, un'importante comparsa di gas combustibile avvenne il 2 maggio vicino a Grenoble nel 1938, che essi ritennero di collegare alla fontana ardente del Delfinato (che poteva essere quella descritta da sant'Agostino (Civ. D., I, XXI, c. vII) anche descritta da Symphorin Champier (1525)[7]
- a Meylan, sui contrafforti della Chartreuse, a monte di Rochasson, si trova parimenti una quasi-fontana ardente. Essa si sposta nel corso degli anni verso nord (in ragione da qualche centimetro a un metro all'anno). Sgretolando la roccia e avvicinando un fiammifero, si possono far comparire delle sorgenti effimere di gas[8].